# هنری گریس دیو
هنری گریس دیو (به انگلیسی: Henry Grace à Dieu) یک کشتی بود که طول آن ۱۶۵ فوت (۵۰ متر) بود.